# Prodigiaspis septunx
Prodigiaspis septunx är en insektsart som beskrevs av Ferris 1941. Prodigiaspis septunx ingår i släktet Prodigiaspis och familjen pansarsköldlöss.
Artens utbredningsområde är Panama. Inga underarter finns listade i Catalogue of Life.